# エムティ企画
エムティ企画（-きかく）は、東京都世田谷区に存在していた芸能事務所である。

## 概要
三原じゅん子のマネージャーであった武原美佐により設立された。
2010年、参議院議員となった三原じゅん子の公設秘書に武原美佐が就任し、マネージメント活動を停止することとなった

## かつて所属していたタレント
- 布川敏和
- 伴杏里
- 布川隼汰
- 黒沢彩
- 三浦綺音
- 樋口好未
- 真弓倫子
- 高橋伸顕